# FL Studio
FL Studio, tidigare känd som Fruity Loops, är en arbetsstation för digitalt ljud (på engelska "digital audio workstation", förkortas ofta DAW), utvecklat av det belgiska företaget Image-Line Software. FL Studio var från början skapat av Didier Dambrin (även kallad "gol"), som numera är den ledande programmerare som ansvarar för den övergripande utvecklingen av programmet och vissa instrument och effekter. Övrig personal som arbetar med FL Studio är Fréderic Vanmol (VST & wrapper utveckling), Scott Fisher (Användarmanual) och Ammeris Gill, även kallad "Buckskin", (samplingar och loop innehåll). Jean-Marie Cannie och Frank Van Biesen ger direktion till laget.
Fl studio är baserat runt ett arbetssätt som bygger på mönster-baserad musik sequencer. Miljön innehåller MIDI support och möjligheter till att redigera, mixa och spela in ljud. Programmet har ett plugin som möjliggör videouppspelning vilket kan underlätta vid skapandet av filmmusik. Det finns dock inte något verktyg för klassiskt sätt att skriva noter. Hela låtar eller små klipp kan exporteras till WAV-, MP3- och OGG Vorbis-format. Fl Studio sparar arbetet i *.FLP-format (Fruity Loops Project). Namnet kan skapa förvirring i och med att Adobe Flash CS3 också sparar projekt med filändelsen *.flp (FLash Project).
Programmet är hyllat för sina professionella DAW-möjligheter och för sitt relativt låga pris.
Hip hop- och trap-producenter använder ofta programmet FL studio och det används av producenterna Nick Mira, Metro Boomin, Tay keith, Sharpe, Zaytoven, Mai, Makaveli The Kid, J Rent och många fler.
FL Studio är skapat i programutvecklingsmiljön Borland Delphi. Under version 20, släppt den 22, 2018 skippades versionerna 13 till 19 för att fira programmets 20-årsjubileum. Den introducerade bland annat stöd till Mac. Fl Studio är inte kompatibel med operativsystemet Linux ännu.
Många olika kända artister som Avicii, Basshunter, Martin Garrix, Kygo, Chris Martin, Savant, Oliver Heldens och Swedish House Mafia har använt eller använder FL Studio.

## Livstidsfri uppdatering
Image-Line är unika bland de populära DAW-utvecklarna i att med ge en livstids gratis uppdatering av FL Studio för användare som har köpt programmet online genom Image-Line. Detta erbjudande har funnits i cirka 10 år. Enligt Jean-Marie Cannie uppmuntrar det här användarna att inte ladda ner olagliga versioner. Image-Line tjänar pengar genom att sälja tillägg såsom instrument och effektpluggar till den redan existerande användarbasen (ungefär 200 000 registrerade användare år 2008) och FL Studio till nya användare.
Den här affärsmodellen betyder att Image-Line föredrar att sälja direkt till kunden genom sin onlineshop hellre än att sälja boxade produkter i traditionella affärer. Om en användare köper FL Studio i en traditionell affär kan de köpa till livstids gratis (nedladdningsbar) uppdatering för en symbolisk kostnad.

## Versioner
FL Studio marknadsförs i flera olika versioner, var och en motsvarar en uppsättning funktioner i olika prisklasser. De enklaste funktionerna i FL Studio finns i Express Edition, vars användning reduceras till en enkel trummaskin. Fruity, Producer och XXL versionerna inför många fler funktioner, såsom funktionen att använda själva DAW som ett VST-plugin i andra musikprogram. Den största versionen, XXL, kommer med många effekter och synthar som Image-Line normalt säljer separat som VST-plugins.

## Användargränssnitt
FL Studio användargränssnitt består av fem huvudfönster. Med undantag av "sample browser" som alltid är till vänstersidan av gränssnittet, går alla fönster att flytta för att skapa en anpassad arbetsplats. Användningen av dubbel-, tri- och Quad-skärmskonfigurationer stöds.